# Jordan Goodwin
Jordan Goodwin (Centreville, Illinois, 23 de octubre de 1998) es un baloncestista estadounidense que pertenece a la plantilla de los Phoenix Suns de la NBA. Con 1,93 metros de estatura, juega en la posición de escolta.

## Trayectoria deportiva

### Universidad
Jugó cuatro temporadas con los Billikens de la Universidad de San Luis, en las que promedió 12,8 puntos, 8,8 rebotes, 3,5 asistencias y 2 robos de balón por partido. El 13 de enero de 2018 registró el primer triple-doble en la historia de Saint Louis, con 13 puntos, 15 rebotes y 10 asistencias en la victoria 76-63 sobre Duquesne. En sus dos últimas temporadas fue incluido tanto en el mejor quinteto como en el mejor quinteto defensivo de la Atlantic 10 Conference.

#### Estadísticas
| Año     | Equipo      | PJ  | PT  | MPP  | %TC  | %3P  | %TL  | RPP  | APP | ROB | TPP | PPP  |
| ------- | ----------- | --- | --- | ---- | ---- | ---- | ---- | ---- | --- | --- | --- | ---- |
| 2017–18 | Saint Louis | 26  | 26  | 33.4 | .372 | .235 | .691 | 7.5  | 4.0 | 2.0 | .6  | 11.5 |
| 2018–19 | Saint Louis | 36  | 35  | 34.2 | .403 | .263 | .511 | 7.5  | 3.4 | 1.8 | .3  | 10.5 |
| 2019–20 | Saint Louis | 31  | 31  | 35.9 | .473 | .282 | .538 | 10.4 | 3.1 | 2.1 | .2  | 15.5 |
| 2020–21 | Saint Louis | 21  | 21  | 33.1 | .430 | .314 | .643 | 10.1 | 3.9 | 2.0 | .2  | 14.5 |
| Total   | Total       | 114 | 113 | 34.3 | .423 | .271 | .580 | 8.8  | 3.5 | 2.0 | .3  | 12.8 |

### Profesional
Tras no ser elegido en el Draft de la NBA de 2021, disputó las Ligas de Verano de la NBA con los Washington Wizards y posteriormente firmó con el equipo el 21 de septiembre de 2021. Sin embargo, fue despedido el 16 de octubre. El 26 de octubre firmó con los Capital City Go-Go como jugador afiliado. Promedió 15,8 puntos, 5,9 rebotes y 3,6 asistencias por noche.
El 29 de diciembre de 2021, Goodwin firmó un contrato de 10 días con los Washington Wizards, regresando a los Go-Go al término del mismo.
En septiembre de 2022 firma un nuevo contrato con los Wizards, de cara a la pretemporada.
Tras dos temporadas en Washington, el 18 de junio de 2023 es traspasado, junto a Bradley Beal, a Phoenix Suns a cambio de Chris Paul y Landry Shamet.
El 8 de febrero de 2024 es traspasado a Brooklyn Nets en un intercambio entre tres equipos, pero fue despedido al día siguiente. El 12 de febrero firma por 10 días con Memphis Grizzlies. Al término del mismo, renovó firmando en esta ocasión un contrato dual que le permite jugar además en el filial, los Memphis Hustle.
El 6 de septiembre de 2024 firmó contrato con Los Angeles Lakers, pero fue despedido el 18 de octubre. El 26 de octubre se incorporó a los South Bay Lakers. El 7 de febrero de 2025 firmó un contrato dual con los Lakers. El 27 de marzo los Lakers convirtieron su contrato en estándar, firmando por dos temporadas.
El 20 de julio de 2025 es cortado por los Lakers. Pero pocos días después firma con Phoenix Suns.

## Estadísticas de su carrera en la NBA

### Temporada regular
| Año     | Equipo      | PJ  | PT | MPP  | %TC  | %3P  | %TL  | RPP | APP | ROB | TPP | PPP  |
| ------- | ----------- | --- | -- | ---- | ---- | ---- | ---- | --- | --- | --- | --- | ---- |
| 2021-22 | Washington  | 2   | 0  | 3.0  | .000 | .000 | –    | .5  | .0  | .0  | .0  | .0   |
| 2022-23 | Washington  | 62  | 7  | 17.8 | .448 | .322 | .768 | 3.3 | 2.7 | .9  | .4  | 6.6  |
| 2023-24 | Phoenix     | 40  | 0  | 14.0 | .389 | .288 | .862 | 2.9 | 2.0 | .6  | .2  | 5.0  |
| 2023-24 | Memphis     | 17  | 12 | 29.3 | .349 | .311 | .633 | 8.0 | 4.5 | 1.5 | .5  | 10.0 |
| 2024-25 | L.A. Lakers | 29  | 5  | 18.7 | .438 | .382 | .818 | 3.9 | 1.4 | 1.0 | .4  | 5.6  |
| Total   | Total       | 150 | 24 | 18.1 | .410 | .323 | .763 | 3.8 | 2.4 | .9  | .4  | 6.2  |

### Playoffs
| Año   | Equipo      | PJ | PT | MPP | %TC  | %3P  | %TL  | RPP | APP | ROB | TPP | PPP |
| ----- | ----------- | -- | -- | --- | ---- | ---- | ---- | --- | --- | --- | --- | --- |
| 2025  | L.A. Lakers | 4  | 0  | 7.8 | .200 | .000 | .500 | 1.3 | .5  | .3  | .3  | .8  |
| Total | Total       | 4  | 0  | 7.8 | .200 | .000 | .500 | 1.3 | .5  | .3  | .3  | .8  |